# Renaud Bertrand
Renaud Bertrand est un réalisateur et scénariste français.

## Biographie
Il débute à la télévision en 1988 comme premier assistant auprès de nombreux réalisateurs parmi lesquels Joyce Bunuel pour les téléfilms Une femme tranquille, Le Dernier Lien, Terrain glissant, et Jacques Deray pour La Femme explosive et Clarissa.
À partir de 1990, il devient premier assistant auprès de Jacques Deray pour les longs métrages suivants: Netchaïev est de retour, Un crime, L'Ours en peluche ; et de Gabriel Aghion pour Pédale douce et Belle Maman.
En 1999, il réalise son premier téléfilm Eve Castelas (2 × 52 min) pour France 3, suivi de Poussières d'aigle (2000). En 2001, Les Murmures de la forêt, épisode de la série Boulevard du Palais est récompensé par le Prix de la meilleure série de 90 minutes au Festival de Saint-Tropez.
En 2003, Renaud Bertrand réalise La Nourrice, unitaire de 90 min, scénario de Claude Scasso avec Sophie Quinton et Marthe Keller qui obtient le Grand Prix du Jury au Festival de Luchon 2004.
Il tourne son premier long métrage en tant que réalisateur en 2006, Les Irréductibles, avec Jacques Gamblin et Kad Merad.

## Filmographie

### Cinéma
- 2006 : Les Irréductibles
- 2010 : Nous trois

### Télévision
- 2001 : Vent de poussières
- 2004 : La Nourrice
- 2004 : Les Bottes
- 2005 : Clara Sheller (saison 1, six épisodes)
- 2006 : La Reine Sylvie
- 2008 : Sa raison d'être
- 2008 : Paris 16e
- 2011 : Tout le monde descend !
- 2012 : Les Petits Meurtres d'Agatha Christie : Le couteau sur la nuque
- 2015 : Presque comme les autres
- 2017 : Entre deux mères
- 2017 : Mystère place Vendôme
- 2018 : Illégitime
- 2018 : Mystère à l'Élysée
- 2018-2020 : Plan cœur (saison 1, 4 épisodes)(saison 2, 6 épisodes) pour Netflix
- 2019 : Connexion intime
- 2021-2023 : Je te promets (saison 1,6 épisodes) (saison 2, 12 épisodes) (saison 3, 8 épisodes)
- 2023 : Adieu ma honte (4 épisodes) pour Canal +
- 2024 : Elles deux
- 2024 : Murder Club (4 épisodes)  pour M6
- 2024 : Résistantes

### Scénariste
- 1998 : Les Filles de Vincennes
- 2010 : Nous trois